# Ульпия Марциана
У́льпия Марциа́на (лат. Ulpia Marciana) — старшая сестра римского императора Траяна. Её отцом был римский сенатор испанского происхождения Марк Ульпий Траян Старший, а матерью римлянка Марция.
Супругом Марцианы был сенатор Гай Салоний Матидий Патруин. В их браке родилась дочь Салонина Матидия. После смерти Патруина Марциана больше замуж не вышла.
После 105 года её брат вручил ей звание Августы. Она была первой сестрой римского императора, получившей этот титул. Марциана сначала отказывалась, но супруга императора Помпея Плотина настояла, чтобы она приняла титул. Она была удостоена статуй и памятных надписей по всей империи. Есть два города, которые Траян основал в её честь. Первый город назывался Colonia Marciana Ulpia Traiana Thamugadi (современный Тимгад, Алжир) и был основан около 100 года. Другой город был основан в 106 году и назывался Маркианополь (современная Девня, Болгария). Марциана скончалась между 112 и 114 годом и была обожествлена сенатом по распоряжению Траяна.